# Belén Poole
Belén Poole Quintana, (Madrid 1961) es una gestora cultural española directora del Centro de Arte Contemporáneo de Alcobendas de la Comunidad de Madrid desde 2011 hasta 2019. Ha desarrollado una programación muy cuidada que prestaba especial atención a los artistas españoles, especialmente a la fotografía contemporánea.

## Trayectoria profesional
Licenciada en 1987 en Historia del Arte por la Universidad Complutense de Madrid. Desarrolló los inicios de su carrera profesional vinculada a la pinacoteca municipal del Museo de Bellas Artes de Santander, después de acceder a través de convocatoria pública a una de las dos plazas que se sacaron a concurso en 2004. 
La acción cultural de Poole ha estado ligada al espacio MeBAS realizando exposiciones y proyectos expositivos de investigación y ensayo,  tanto de arte moderno como de arte contemporáneo, también se ocupó de dar a la ciudad una visión más actual del arte alternativo con proyectos tanto nacionales como internacionales.
Tras concluir su etapa cántabra, se traslada a Madrid a desarrollar el puesto de directora artística del Centro de Arte Alcobendas en el año 2011, casi desde los inicios de la fundación de este centro en la periferia de Madrid en el año 2010. Funcionaria de carrera, era la responsable de la programación y la cara visible del centro" Tras desarrollar una extensa y cuidada programación a lo largo de más de 8 años, es cesada de su cargo al haber un cambio político en el Ayuntamiento de Alcobendas en el año 2019. A pesar de haber mantenido una línea expositiva sin ninguna orientación política, sino rigurosamente profesional, es relegada con el fin de mantener una línea popular y más directamente relacionada con los ciudadanos, apoyando el arte local, en contra de la línea mantenida por Poole, de apoyo al arte español con el objetivo de dar oportunidad a artistas de media carrera, de relevancia nacional, como Paula Anta, Ángeles Agrela, Ana Palacios, Miki Leal, así como exposiciones de fotografía, tanto de autores históricos como contemporáneos.
El ayuntamiento de Alcobendas en el año 2017  entrega del Premio Internacional de fotografía a una de las más importantes e influyentes fotógrafas de América Latina, Graciela Iturbide, con este motivo en el año 2018 comisariada por Poole, fue programada la exposición de Iturbide  con el título Cuando habla la luz.
En la base de datos de la Biblioteca Nacional española, hay una relación de las colaboraciones de Belén Poole.